# Mio fratello, mia sorella
Mio fratello, mia sorella è un film del 2021 diretto da Roberto Capucci, con protagonisti Claudia Pandolfi, Alessandro Preziosi e Ludovica Martino.

## Trama
I fratelli Nick e Tesla si ritroveranno a vivere all'interno della stessa casa per volontà del padre e i due dovranno cercare di risolvere i loro problemi e divergenze per cercare di diventare una famiglia.

## Distribuzione
Il film è stato distribuito sulla piattaforma Netflix a partire dall'8 ottobre 2021.